# Надзвукова швидкість

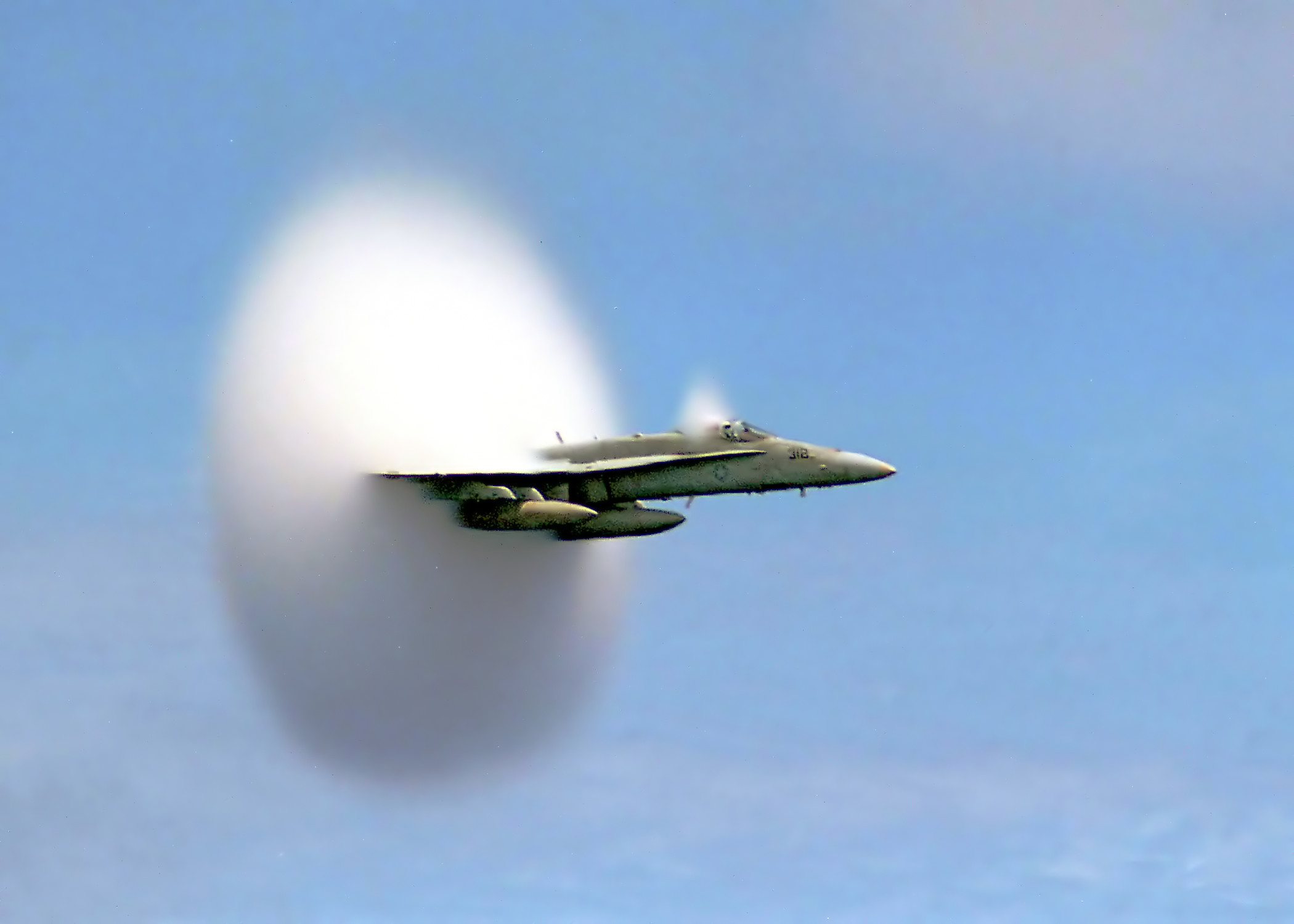
Політ F/A-18 при наближенні до звукового бар'єру. Біле гало — краплі водяного конденсату що утворюється в ударній хвилі позаду літака (see Ефект конденсатного диску)

Надзвукова швидкість — швидкість руху тіла у речовині, що перевищує швидкість звуку в цій речовині; швидкість більша за 1 Мах (позначають М1). Швидкість що п'ятикратно перевищує швидкість звуку, М5, часто називають гіперзвуковою. Швидкість у діапазоні 0,8-1,2 М називають трансзвуковою.
У сухому повітрі при t=20 °C швидкість звуку дорівнює 343 м/с, або 1236 км/год. У воді при кімнатній температурі швидкість звуку 1440 м/с. У твердих тілах це значення значно більше.

## Теорія
В аеродинаміці часто швидкість характеризують числом Маха, яке визначається таким чином:
{\displaystyle M={\frac {u}{c_{s}}}}, де u — швидкість руху потоку або тіла, {\displaystyle c_{s}} — швидкість звуку у середовищі.
Звукова швидкість визначається як {\displaystyle c_{s}={\sqrt {\gamma {\frac {p}{\rho }}}}}, де {\displaystyle \gamma } — показник адіабати середовища (для ідеального n-атомного газу, молекула якого має {\displaystyle i} ступенів свободи він рівний {\displaystyle {\frac {i+2}{i}}}). Тут {\displaystyle i=n_{p}+n_{r}+2n_{c}} — повне число ступенів свободи молекули. При цьому, кількість поступальних ступенів свободи {\displaystyle n_{p}=3}. Для лінійної молекули кількість обертальних ступенів свободи {\displaystyle n_{r}=2}, кількість коливальних ступенів свободи (якщо є) {\displaystyle n_{c}=3n-5}. Для всіх інших молекул {\displaystyle n_{r}=3}, {\displaystyle n_{c}=3n-6}.
Під час руху у середовищі з надзвуковою швидкістю тіло обов'язково створює за собою звукову хвилю. Під час рівномірного прямолінійного руху фронт звукової хвилі має конусоподібну форму (конус Маха), з вершиною у тілі, що рухається. Випромінювання звукової хвилі обумовлює додаткову втрату енергії рухомим тілом (окрім втрати енергії внаслідок тертя та інших сил).
Аналогічні ефекти випромінювання хвиль рухомими тілами характерні для всіх фізичних явищ хвильової природи, наприклад: черенковське випромінювання, хвиля, утворена рухомим судном на поверхні води.

## Класифікація швидкостей у атмосфері
За звичайних умов у атмосфері швидкість звуку становить приблизно 331 м/сек. При вищій швидкості іноді виражається у числах Маха та відповідає надзвуковим швидкостям, при цьому гіперзвукова швидкість є частиною цього діапазону. НАСА визначає «швидкий» гіперзвук у діапазоні швидкостей 10-25 М, де верхня межа відповідає першій космічній швидкості. Швидкості вищі вважаються не гіперзвуковою швидкістю, а «швидкістю повернення» космічних апаратів на Землю.
| Порівняння режимів:    |            |             |           |                                                                                      |
| Режим                  | Числа Маха | км/год      | м/с       | Загальні характеристики апарата                                                      |
| ---------------------- | ---------- | ----------- | --------- | ------------------------------------------------------------------------------------ |
| Дозвук                 | <1.0       | <1230       | <340      | Найчастіше літак з пропелером або з ТВД, має прямі або скошені крила.                |
| Трансзвук              | 0.8—1.2    | 980—1470    | 270—400   | Повітрозабірники та злегка стрілоподібні крила, стискуваність повітря стає помітною. |
| Надзвук                | 1.0—5.0    | 1230—6150   | 340—1710  | Гостріші краї площин, хвостове оперення цільноповоротне.                             |
| Гіперзвук              | 5.0—10.0   | 6150—12300  | 1710—3415 | Охолоджуваний нікелево-титановий корпус, невеликі крила. (X-43)                      |
| Швидкий гіперзвук      | 10.0—25.0  | 12300—30740 | 3415—8465 | Кремнієві плитки для теплозахисту, несуче тіло апарата замість крил.                 |
| «швидкість повернення» | >25.0      | >30740      | >8465     | Аблятивний тепловий екран, нема крил, форма капсули.                                 |

## Надзвукові об'єкти
Швидкість обертання Землі навколо власної осі перевищує М1.
Космічні кораблі та їхні носії, а також більшість сучасних винищувачів розганяються до надзвукових швидкостей. Також було розроблено декілька пасажирських надзвукових літаків — Ту-144, Конкорд, Аеріон.
Швидкість вильоту кулі більшості зразків сучасної вогнепальної зброї більша за М1.
Швидкість хвилі, що поширюється батогом при хлисткому ударі, може перевищувати М1.